# محمية الزهور في الكاب
محمية الزهور في الكاب أو الفنبوس (من اللغة الأفريقانية) يتألف هذا الموقع المتسلسل الواقع في إقليم الكاب في جنوب أفريقيا من ثمانية مساحات محمية تغطي حوالى 553000 هكتار. إن منطقة الزهور هي إحدى المناطق الأغنى في العالم لجهة النبات. على الرغم من أن هذه المساحة تمثّل أقلّ من 0.5% من مساحة أفريقيا، فإنها تأوي حوالى 20% من النبات في القارة. ويضمّ الموقع ظواهر بيئية وبيولوجية خارقة ترافق نمو نبات الفنبوس (الدغل الناعم)، وهو نبات خاص بمنطقة الزهور في الكاب. إن كثافة النباتات فيها واستيطانها، بالإضافة إلى تنوعها المذهل، يعدّ من الأهم على الكرة الأرضية. وتمنح ظواهر فريدة من نوعها في العالم، لا سيما لجهة استراتيجبة التكاثر النباتي وردة فعل النبات على النار وتلقيح النبات بالحشرات بالإضافة إلى الهيكليات المثيرة للاهتمام لجهة الاستيطان والإشعاع التكييفي، هذه المنطقة قيمة استثناية للعلوم.

## معرض صور

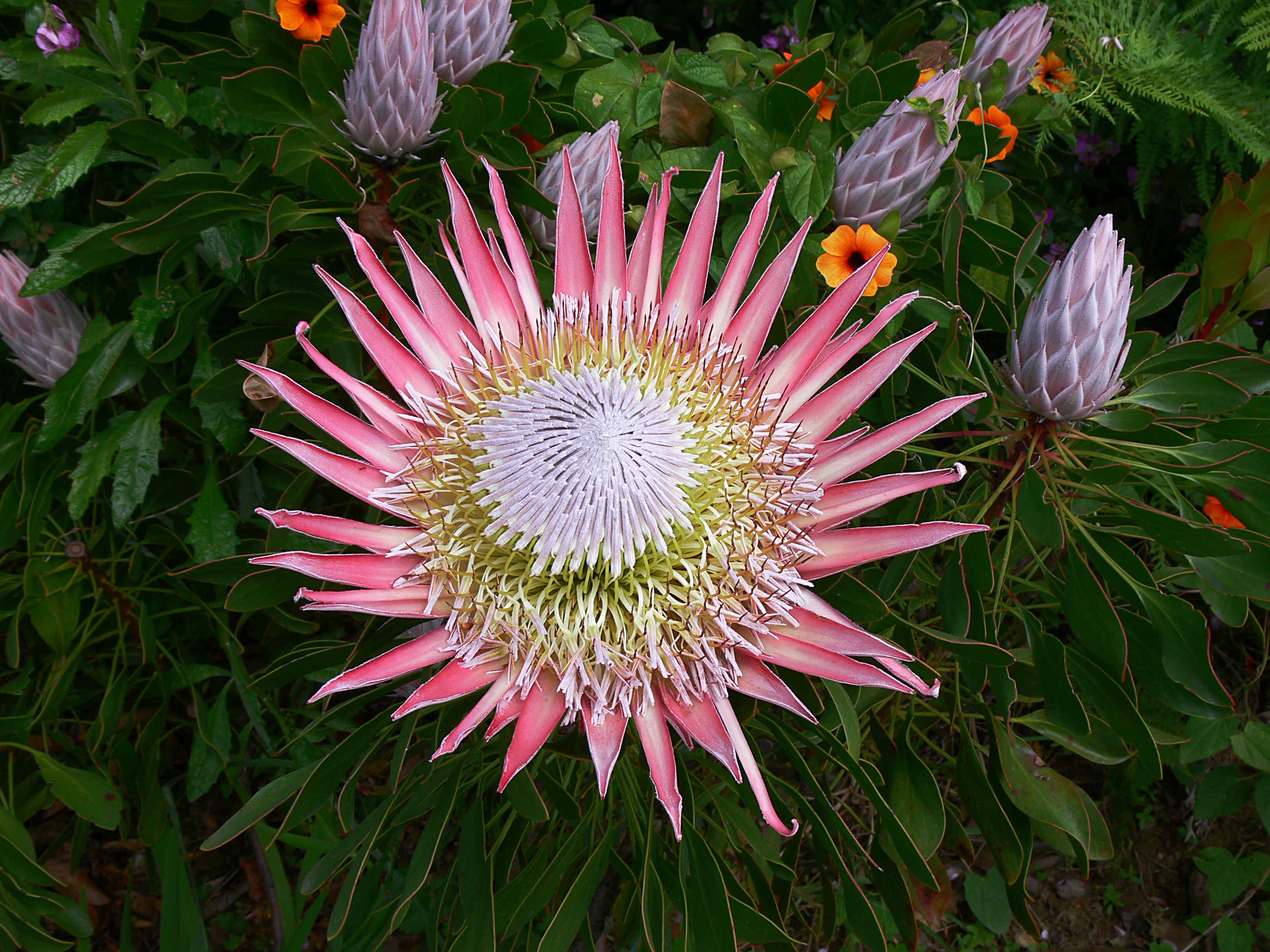
(Protea cynaroides).
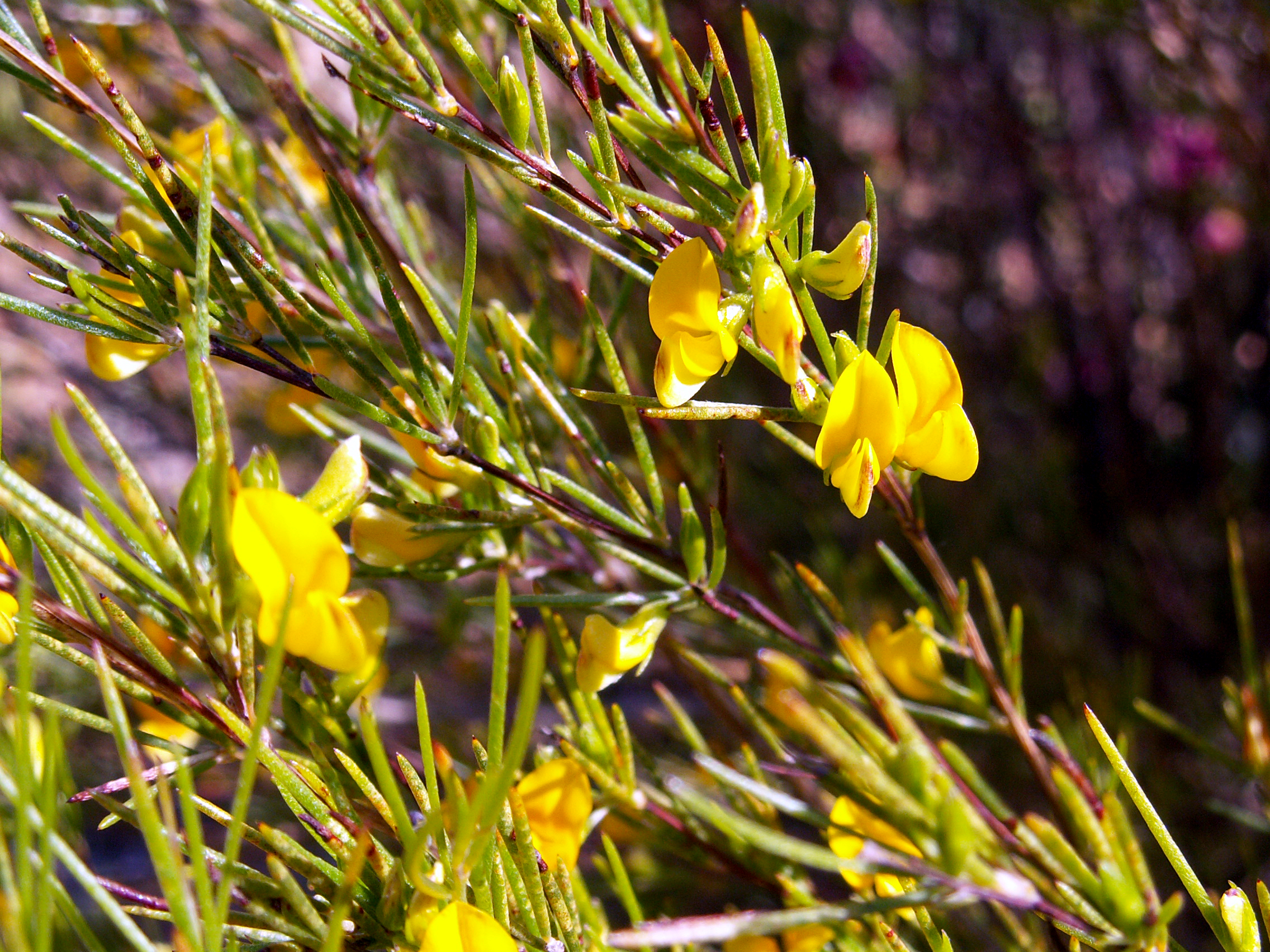
Rotbusch (Aspalathus linearis).
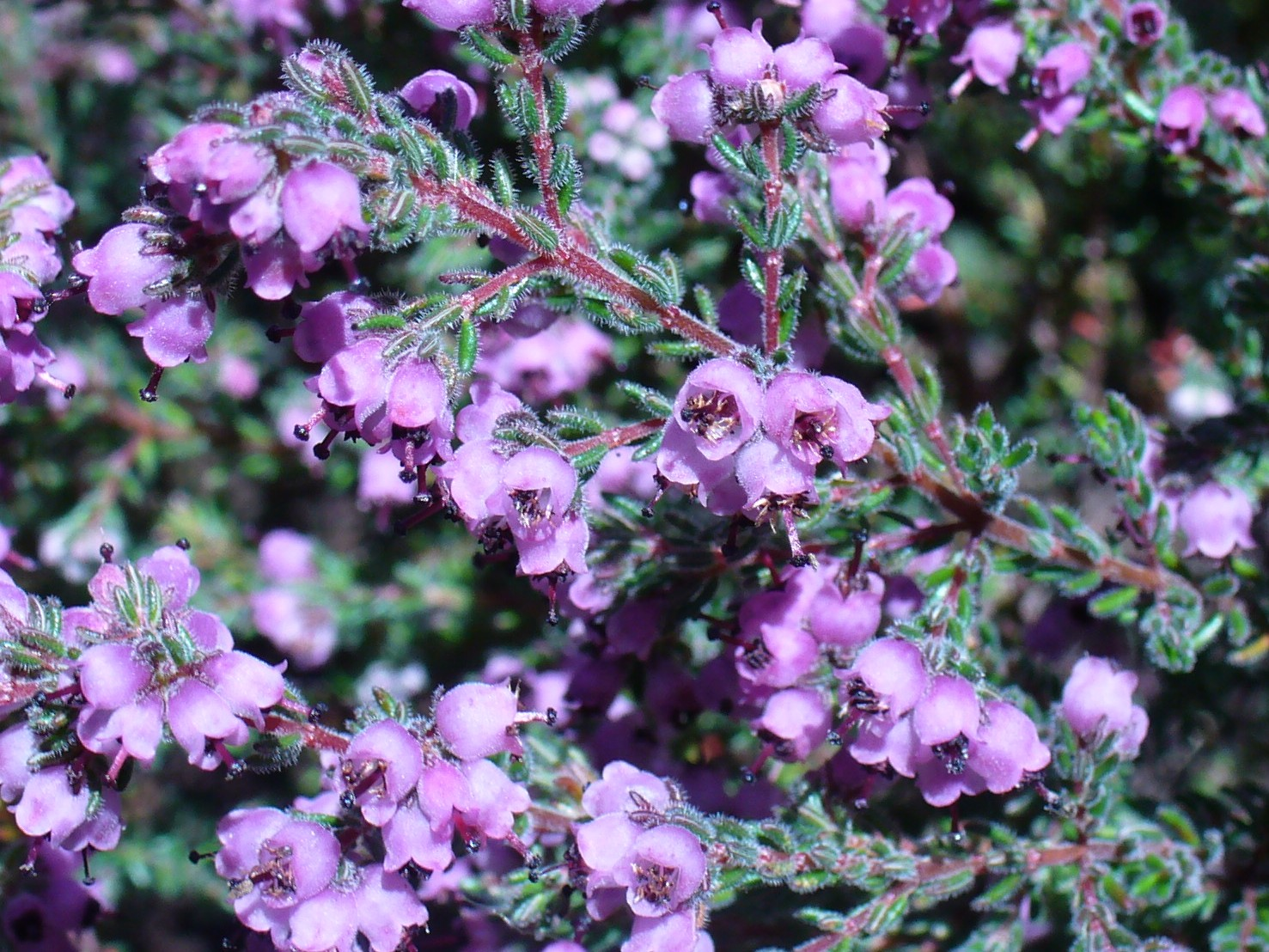
Erica turgida
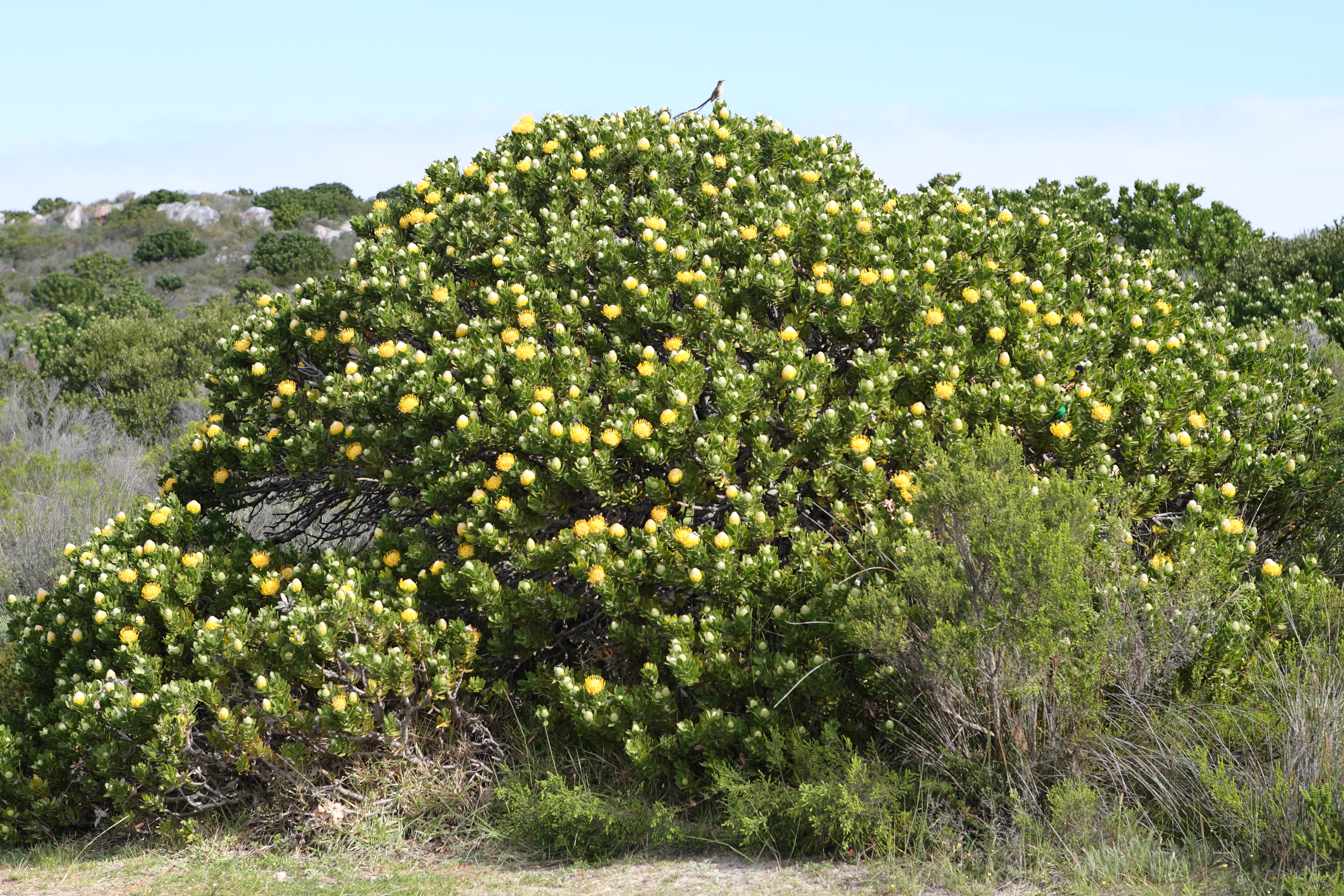
شجيرة وطيور في شبه جزيرة الكاب
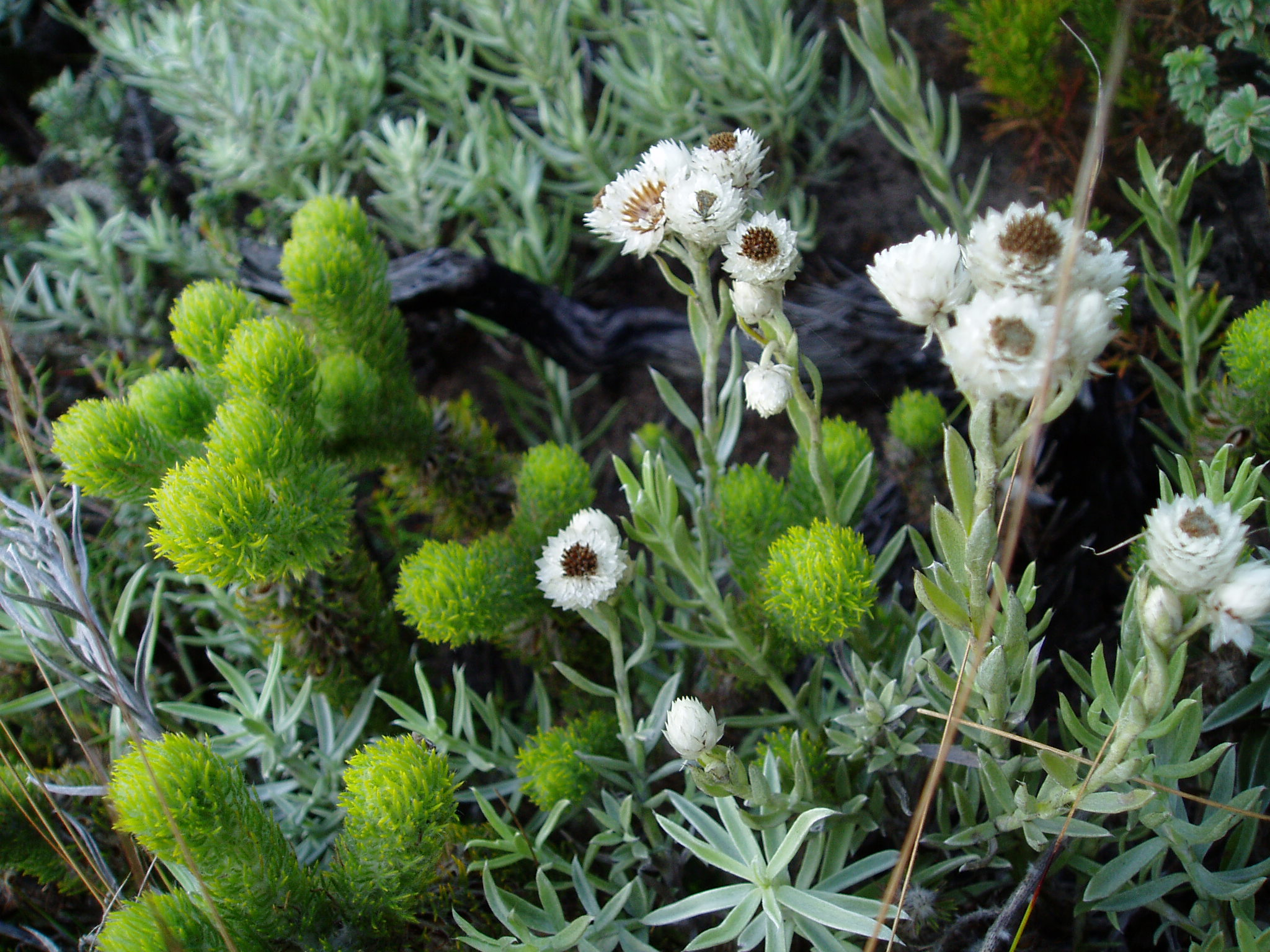
تعليق2

## وصلات خارجية
- موقع بوطاني
- تقرير من موقع يوتيوب على يوتيوب
- كتاب مفصل عن فنبوس